# 勒伊加达勒体育中心
勒伊加达勒体育中心（冰島語發音：[ˈlœiːɣarˌtalsˌhœtl̥]，又译温泉谷体育中心）是一座位于冰岛首都雷克雅維克勒伊加达勒的多功能体育场及展览中心。该场馆主要由两个场馆组成，一个是体育场馆，另一个是用于田径比赛的室内场馆。
该场馆于1965年12月正式运营，并举办各类体育活动，譬如手球、篮球、排球、田径，以及其他各类活动。作为一个多功能场馆，主场地可至少容纳5,500人，举办音乐会时可容纳3,000人（或5,000站位）。除此之外，它还是冰岛国家篮球及手球队（包含男子及女子）的主场。
数十年以来，它是冰岛最大的举办音乐会的场地（在Egilshöll建成之前）。此外，在相毗邻的田径中心自由宫最多可容纳10,000站位（或5,000个坐席）。

## 历史

### 建造与正式运营
勒伊加达勒体育中心由吉斯利·霍尔德尔松与斯卡菲·约汉内森于1959年设计，并由雷克雅未克政府以及雷克雅未克体育协会（简称IBR）共同修建。该建筑最初于1959年8月29日开始施工，但由于缺乏资金，导致不久后基本暂停施工。后来由于1961年春季的一次招标工作导致工程于当年8月恢复修建，但是这一次恢复又因为各个公会的罢工而被迫停止。最终此体育馆的屋顶与拱頂于1963年9月用4天时间浇筑，并于1965年举办的开幕大会上正式完工。该体育场主场举办的第一场体育竞赛是在1965年12月4日的一场冰岛队与捷克手球队HCB-卡尔维内之间的手球比赛。后者是应冰岛手球俱乐部弗兰姆骑士团的邀请而前往冰岛参加比赛。

### 后期扩建
该体育馆第一次扩建位于体育场主场馆的东侧，是为举办1995年世界男子手球錦標賽增加观众坐席。比赛结束后，扩建部分被改造为一个小型的篮球馆，但现在却变为会议室以及储藏室。
2004年9月，体育馆宣布在其附近建造一个面积为7,000 m2的新场馆，并计划主要举办各类田径比赛，但依然可以用于其他用途。新场馆于2005年11月正式运营，内部包括一条长200米的跑道。与此同时，主场馆亦进行了维护与翻新，在当年夏季关闭后于2005年9月初重新开放运营。
2017年，IBR大会支持启动一项可行性研究，决定建造一个新的多功能体育馆，但由于建造成本问题而被迫放弃。有人指出，勒伊加达勒体育中心不符合现代体育的标准，实际上是“过时且违法的”，国际手球与篮球的比赛由于國際單項運動總會聯合會的豁免而被允许在该场馆举行。在2020年1月，冰岛教育、科学与文化部长利利亚·德格·阿尔弗雷什德蒂尔组建了一个工作小组，为建造新“国家级室内体育馆”提出具有建设性的意见，并且最初的意见将会于当年5月前提交。

## 举办的赛事

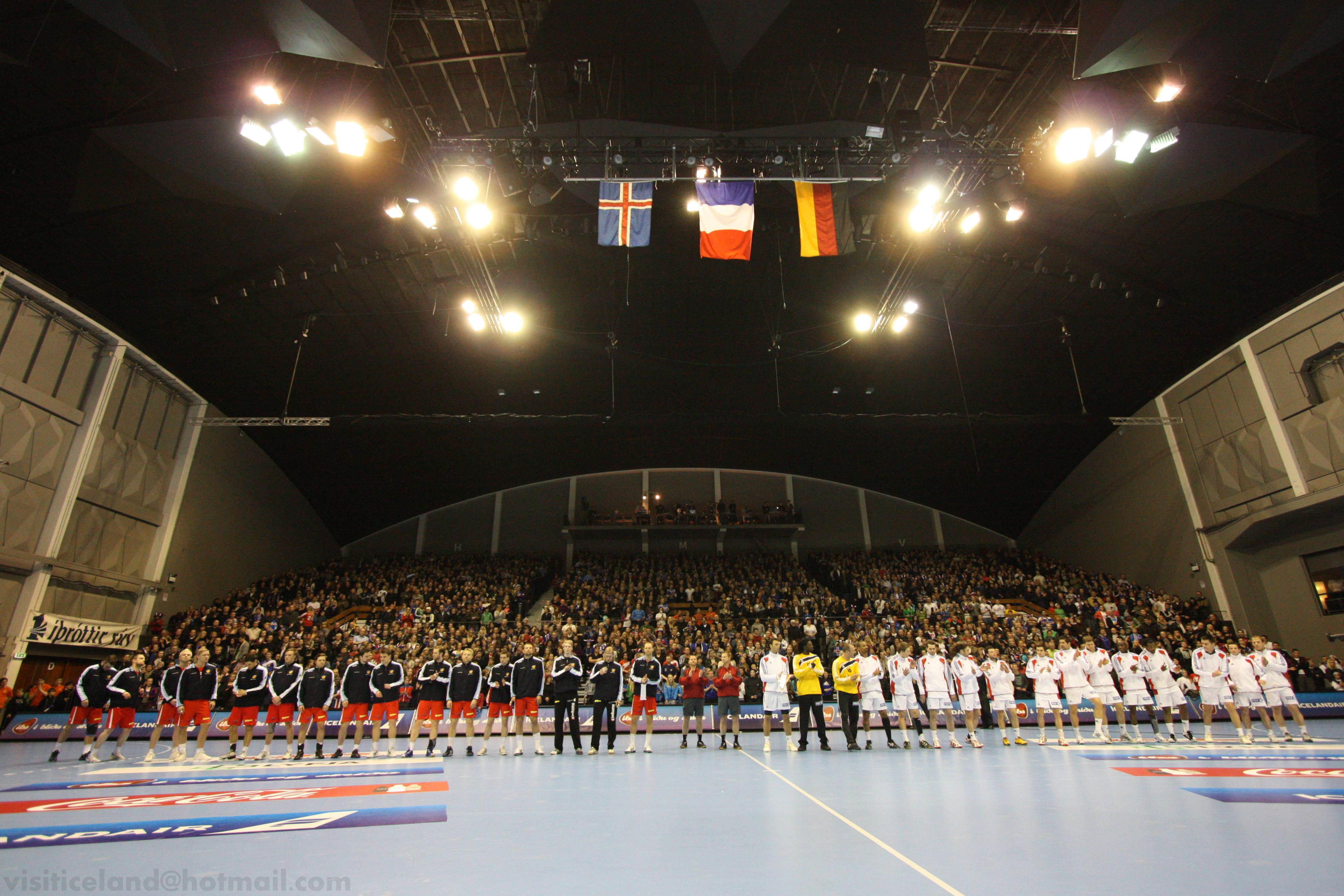
冰岛国家男子手球队与法國國家手球隊于2010年4月在勒伊加达勒体育中心进行手球比赛

目前为止在该场馆举行的最重要的赛事是1972年举办的1972年世界国际象棋锦标赛，这场赛事通常被称为“世纪赛事”。其中来自美国的选手鮑比·菲舍爾击败了来自卫冕冠军苏联的选手鲍里斯·斯帕斯基。此外，2011年拍摄的电影《鲍比·费舍对抗全世界》当中亦出现了此场景。
该场馆还举办了1995年世界男子手球錦標賽以及冰岛国家男子手球队的许多场比赛。手球亦是该国家最富盛名的运动之一。
2009年11月14日，2009年冰岛国民议会在此地举行。这场大会是冰岛宪法改革进程的第一步，共召集了大约1,500位公民，其中有1,200位公民是从国家登记册中随机抽选出来的。此次大会产生了一份文件，列出了冰岛这一国家的基本方针。
从2007年至2011年，该场馆每年皆举办CCP Games开发的游戏星战前夜的年度“粉丝节”。
自2016年以来，该场馆每年皆举办冰岛歌唱大赛的决赛，即歐洲歌唱大賽的冰岛初赛。
在2021年，该场馆举办了拳头游戏开发的游戏英雄联盟的英雄联盟季中邀请赛以及无畏契约于5月6日至30日举办的大师赛。此外，该场馆还于当年10月5日至11月6日举办英雄联盟2021赛季全球总决赛。